# Point Reyes Station (California)
Point Reyes Station è un census-designated place (CDP) degli Stati Uniti d'America situato in California, nella contea di Marin. Prende il nome dal capo della penisola su cui si trova, Point Reyes.